# Portrait de Victorine Meurent
Portrait de Victorine Meurent est une huile sur toile réalisée par Édouard Manet en 1862, conservée au musée des Beaux-Arts de Boston, aux États-Unis. Victorine, née en 1844 avait alors 18 ans, elle allait devenir le modèle préféré de Manet mais aussi d'Alfred Stevens avec lequel elle a eu une liaison. Jusqu'alors Victorine avait tenté sa chance comme actrice et comme musicienne. Manet la représente quelques mois plus tard avec une guitare dans le tableau La Chanteuse de rue (1862)

## Le portrait
Le Portrait de Victorine Meurent, tel que Manet le saisit au moment où il vient de la rencontrer, lui donne des traits de femme, et non de la jeune fille qu'elle était. « Le visage violemment éclairé  permet un modelé sans dégradé ni contraste [...] Le bas du visage est calme et buté d'indifférence mêlée de défi, expression qu'il prêtera à la baigneuse du Déjeuner sur l'herbe et à l' Olympia ». Jacques Émile Blanche a relevé une analogie avec le raffinement de Corot. Et René Gimpel écrit 

« [...] Nous tenons certaine tête de Victorine Meurent avec un ruban bleu dans sa chevelure, pour la clé des colorations qui caractérisent la palette de Manet, presque celle de Camille Corot figuriste, et de toutes, une fort jolie petite école où l'on compte Alfred Stevens. Appelons cette école : les peintres des gris colorés et du ton sur ton dont l'Espagne fut le berceau. »

## Provenance
Le premières photographies  du fond Rosenberg montrent la signature, mais on ne trouve pas trace du tableau dans l'inventaire posthume  ni dans la vente. Après être parti à Glasgow chez l'armateur William Burrell, le tableau revient en France en 1905 chez Bernheim-Jeune. On retrouve le tableau dans la collection Alphonse Kahn, à Saint-Germain-en-Laye. Racheté ensuite par Paul Rosenberg, le portrait de Victorine entre dans la collection Robert Treat Paine trustee du musée des beaux-arts de Boston auquel il sera légué par son fils Richard C. Paine en 1946